# Aegomorphus arizonicus
Aegomorphus arizonicus är en skalbaggsart som beskrevs av Linsley och Chemsak 1984. Aegomorphus arizonicus ingår i släktet Aegomorphus och familjen långhorningar. Inga underarter finns listade i Catalogue of Life.